# Руденко, Константин Валерьевич
Константин Валерьевич Руде́нко (23 июля 1981, Усть-Каменогорск, Казахская ССР, СССР) — казахстанский и российский хоккеист, левый нападающий.

## Биография
Воспитанник усть-каменогорского «Торпедо», первый тренер — Станислав Фролов.
В 2000—2011 годах выступал за ярославский «Локомотив».
На сезон 2011/2012 подписал контракт с подмосковным «Атлантом».

## Статистика
| Легенда | Легенда                    | Легенда | Легенда                   | Легенда | Легенда    |
| ------- | -------------------------- | ------- | ------------------------- | ------- | ---------- |
| И       | Количество проведённых игр | Штр     | Штрафное время            | +/−     | Плюс-минус |
| Г       | Голы                       | П       | Голевые передачи          | О       | Очки       |
| -       | Статистика неизвестна      | —       | Статистика не учитывалась |         |            |

## Достижения
Чемпион России (2002, 2003), серебряный призёр национального чемпионата (2008, 2009), обладатель бронзовых наград национального чемпионата (2005, 2011); бронзовый призёр Кубка Шпенглера (2003). Выступал за юношескую и молодёжную сборные России.